# Washington County (Tennessee)
Washington County ist ein County im Bundesstaat Tennessee der Vereinigten Staaten. Das U.S. Census Bureau hat bei der Volkszählung 2020 eine Einwohnerzahl von 133.001 ermittelt. Der Verwaltungssitz (County Seat) ist Jonesborough.

## Geographie
Das County liegt fast im äußersten Nordosten von Tennessee und hat eine Fläche von 854 Quadratkilometern, wovon 9 Quadratkilometer Wasserfläche sind. Es grenzt im Uhrzeigersinn an folgende Countys: Sullivan County, Carter County, Unicoi County, Greene County und Hawkins County.

## Geschichte
Washington County wurde am 22. August 1776 als Original County aus dem Washington District gebildet. Benannt wurde es nach George Washington, Kommandant der Kontinentalarmee im Amerikanischen Unabhängigkeitskrieg und erster US-Präsident.

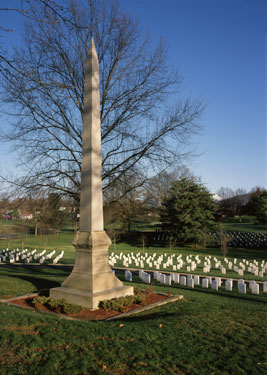
Mountain Branch, National Home For Disabled Volunteer Soldiers (2016)

Ein Ort im County hat den Status einer National Historic Landmark, das Mountain Branch, National Home For Disabled Volunteer Soldiers. 34 Bauwerke und Stätten des Countys sind im National Register of Historic Places (NRHP) eingetragen (Stand 12. September 2018).

## Demografische Daten

Alterspyramide Washington County

Nach der Volkszählung im Jahr 2000 lebten im Washington County 107.198 Menschen in 44.195 Haushalten und 29.478 Familien. Die Bevölkerungsdichte betrug 127 Einwohner pro Quadratkilometer. Ethnisch betrachtet setzte sich die Bevölkerung zusammen aus 93,72 Prozent Weißen, 3,82 Prozent Afroamerikanern, 0,24 Prozent amerikanischen Ureinwohnern, 0,73 Prozent Asiaten, 0,02 Prozent Bewohnern aus dem pazifischen Inselraum und 0,51 Prozent aus anderen ethnischen Gruppen; 0,97 Prozent stammten von zwei oder mehr Ethnien ab. 1,38 Prozent der Bevölkerung waren spanischer oder lateinamerikanischer Abstammung.
Von den 44.195 Haushalten hatten 28,2 Prozent Kinder und Jugendliche unter 18 Jahre, die bei ihnen lebten. 52,6 Prozent waren verheiratete, zusammenlebende Paare, 10,5 Prozent waren allein erziehende Mütter und 33,3 Prozent waren keine Familien. 27,8 Prozent waren Singlehaushalte und in 9,7 Prozent lebten Personen im Alter von 65 Jahren oder darüber. Die Durchschnittshaushaltsgröße betrug 2,33 und die durchschnittliche Haushaltsgröße betrug 2,85 Personen.
21,3 Prozent der Bevölkerung waren unter 18 Jahre alt, 10,8 Prozent zwischen 18 und 24, 30,0 Prozent zwischen 25 und 44, 24,0 Prozent zwischen 45 und 64 und 13,9 Prozent waren älter als 65. Das Durchschnittsalter betrug 37 Jahre. Auf 100 weibliche Personen kamen statistisch 94,8 männliche Personen und auf 100 Frauen im Alter von 18 Jahren und darüber kamen 91,7 Männer.
Das jährliche Durchschnittseinkommen eines Haushalts betrug 33.116 USD, das Durchschnittseinkommen der Familien betrug 41.162 USD. Männer hatten ein Durchschnittseinkommen von 30.874 USD, Frauen 21.485 USD. Das Prokopfeinkommen betrug 19.085 USD. 10,2 Prozent der Familien und 13,9 Prozent der Einwohner lebten unterhalb der Armutsgrenze.